# Aqil Məmmədov
Aqil Məmmədov (12 aprile 1972) è un ex calciatore azero, di ruolo centrocampista.

## Carriera

### Nazionale
Ha collezionato sette presenze con la propria Nazionale.